# Christian Thielemann
Christian Thielemann (Berlino, 1º aprile 1959) è un direttore d'orchestra tedesco.
È conosciuto in particolare come interprete del repertorio austro-tedesco. Nel 2015 la rivista musicale Bachtrack ha inserito il berlinese nella classifica dei più grandi direttori d’orchestra viventi.

## Biografia
Thielemann cominciò la sua carriera musicale all'età di 19 anni come Korrepetitor alla Deutsche Oper Berlin e come assistente di Herbert von Karajan. Nel 1985 diventò primo maestro di cappella della Deutsche Oper am Rhein di Düsseldorf, per poi trasferirsi a Norimberga come direttore musicale del Teatro Statale nel 1988.
Per il Teatro La Fenice di Venezia nel 1983 diresse un concerto con Katia Ricciarelli con musiche di Richard Wagner, Lazarus di Franz Schubert nella Chiesa di Santo Stefano (Venezia) ed uno sempre con musiche di Wagner al Teatro Toniolo di Mestre, nel 1987 un concerto sinfonico vocale con musiche di Manuel de Falla ed uno sinfonico in Piazza San Marco. Nel 1990, al Teatro la Fenice, esegue il suo "primo" Lohengrin di Wagner con la regia di Pier Luigi Pizzi; nel 1992 dirige la Sinfonia n. 2 (Auferstehung, Resurrezione) di Mahler ancora nel teatro veneziano e la Sinfonia n. 9 di Beethoven nel cortile di Palazzo Ducale (Venezia), replicando entrambi i concerti al Palasport "Città di Vicenza". Nel 1995 dirige l'intero ciclo delle sinfonie di Beethoven a Roma con l'Orchestra dell'Accademia di Santa Cecilia mentre nel 1996 dirige Otello al Teatro Comunale di Bologna. Nel 2003 partecipa alla settimana della riapertura del Teatro la Fenice alla guida della Philharmonia Orchestra di Londra.
Per la Wiener Staatsoper debutta nel 1987 con Così fan tutte, nel 1988 dirige La traviata e Le nozze di Figaro, nel 2003 Tristan und Isolde, nel 2005 Parsifal, nel 2008 Die Meistersinger von Nürnberg e nel 2011 Siegfried, Das Rheingold, Die Walküre ed Il crepuscolo degli dei.
Per il Royal Opera House di Londra debutta nel 1988 dirigendo Jenůfa di Leoš Janáček, nel 1994 Elettra, nel 1997 Palestrina (opera), nel 1998 Elena egizia e nel 2000 Der Rosenkavalier. Nel Teatro Comunale di Bologna nel 1991 dirige la ripresa di Capriccio (Strauss) e nel 1995 la ripresa di Der Rosenkavalier.
Per il Metropolitan Opera House di New York debutta nel 1993 dirigendo Der Rosenkavalier, nel 1994 dirige Arabella e nel 2001 Die Frau ohne Schatten.

Christian Thielemann, 2015

Nel 1997 fu chiamato alla Deutsche Oper Berlin come direttore musicale fino al 2004, anno in cui rinunciò al suo impiego a causa delle differenze con la nuova direzione, diventando direttore della Orchestra filarmonica di Monaco dal settembre dello stesso anno fino al 2011. Inoltre dirige annualmente il festival di Bayreuth e il festival di Salisburgo dal 2000 e ha diretto orchestre anche in altri paesi come Spagna, Francia, Italia, Giappone, Portogallo, Regno Unito e Stati Uniti.
Per il Bayreuther Festspiele  ha diretto per la prima volta nel 2000 Die Meistersinger von Nürnberg nel 2001 Parsifal e la Sinfonia n. 9 (Beethoven), nel 2002 Tannhäuser, nel 2006 Das Rheingold, Die Walküre, Sigfrido ed Il crepuscolo degli dei e nel 2012 Der fliegende Holländer. Nel 2005 ha diretto i Münchner Philharmoniker in un concerto al Teatro comunale Luciano Pavarotti.
Nel 2012 dirige Ariadne auf Naxos al Festspielhaus Baden-Baden e diventa direttore principale della Sächsische Staatskapelle Dresden dirigendo Der Rosenkavalier al Semperoper di Dresda. Nel 2013 sempre a Dresda dirige Lohengrin e Manon Lescaut, Parsifal ed Ein deutsches Requiem al Festival di Salisburgo.
Nel 2014 dirige Die Csárdásfürstin con Anna Netrebko e Juan Diego Flórez in concerto al Semperoper di Dresda ripreso dalla ZDF e trasmesso anche da Classica HD e Cavalleria rusticana (opera) con Jonas Kaufmann, Ambrogio Maestri e Stefania Toczyska e Pagliacci (opera) con Maria Agresta a Salisburgo trasmesso anche da Classica HD.
Nel 2019 dirige per la prima volta il Concerto di Capodanno di Vienna, esperienza replicata nel 2024. A settembre 2023 viene annunciata la sua nomina come direttore stabile dell’opera di stato di Berlino.
Thielemann ha ricevuto l'Ordine al Merito di Germania nel 2003.

## CD parziale
Nel luglio 2013 il "Ring" di Wagner diretto da Thielemann è entrato nelle classifiche pop di Austria, Germania e Svizzera. Il box ha inoltre raggiunto il primo posto della classifica dei dischi classici in Germania.
- Beethoven, The Symphonies - Christian Thielemann/Wiener Philharmoniker, 2011 UNITEL/Sony
- Beethoven: Symphonies Nos. 1, 2 & 3 - Christian Thielemann/Wiener Philharmonike, 2011 UNITEL/Sony
- Beethoven, Symphonies No. 5 & No. 7 - Christian Thielemann/Philharmonia Orchestra, 1996 Deutsche Grammophon
- Beethoven, Symphony No. 9 - Christian Thielemann, 2011 UNITEL/Sony
- Beethoven: "Egmont" Overture - Brahms: Symphony No. 1 - Christian Thielemann/Münchner Philharmoniker, 2007 Deutsche Grammophon
- Brahms, Conc. per pf. n. 1 - Pollini/Thielemann/Dresden SK, 2011 Deutsche Grammophon
- Brahms, Conc. pf. n. 1-2 (Live, Semperoper Dresden) - Pollini/Thielemann/Dresden SK, 2011/2013 Deutsche Grammophon
- Brahms/Clara Schumann, Conc. per vl./3 Romanze op. 22 - Batiashvili/Ott/Thielemann/Staatskapelle Dresden, 2012 Deutsche Grammophon
- Mozart: Requiem in D Minor, K. 626 - Christian Thielemann/Münchner Philharmoniker, 2006 Deutsche Grammophon
- Orff, Carmina burana - Thielemann/Oelze/Kuebler, 1998 Deutsche Grammophon
- Schoenberg: Pelleas & Melisande - Wagner: Siegfried-Idyll - Christian Thielemann/Orchester der Deutschen Oper Berlin, 2000 Deutsche Grammophon
- Schumann: Symphony No. 2, "Manfred" Overture, Konzertstück for 4 Horns - Christian Thielemann/Philharmonia Orchestra, 1997 Deutsche Grammophon
- Schumann, Symphonies Nos. 1 & 4 - Christian Thielemann/Philharmonia Orchestra, 2001 Deutsche Grammophon
- Strauss, R., Cavaliere della rosa - Thielemann/Fleming/Hawlata, 2009 Decca
- Strauss, R., Elettra - Thielemann/Herlitzius, 2014 Deutsche Grammophon
- Strauss, R., Vier letzte Lieder/Arie e Lieder - Fleming/Thielemann/Münchner Philharmoniker, 2008 Decca
- Strauss, Lieder - Diana Damrau/Münchner Philharmoniker/Christian Thielemann, 2010 Erato/Warner
- Strauss, R., Sinf. Alpi/Cavaliere suite/Vita d'eroe/Fant. sulla Donna senz'ombra - Thieleman/WPO, 2000/2002 Deutsche Grammophon
- Strauss, Four Last Songs - Renée Fleming/Münchner Philharmoniker/Christian Thielemann, 2008 Decca
- Wagner, Ouvertures e preludi - Thielemann/Philadelphia Orch., 1997 Deutsche Grammophon
- Live dalla Semperoper Dresda, Lehár Gala 31.12.2011. Arie e musiche di scena dalle operette di Franz Lehar - Thielemann/Staatskapelle Dresden, 2011 Deutsche Grammophon
- Wagner, Anello del Nibelungo + 2 DVD The World of the Ring (Live, Vienna, 2011) - Thielemann/Wiener Staatsoper, 2011 Deutsche Grammophon
- Operetta Gala da Dresda, Happy New Year 2013 - Thielemann/Staatskapelle Dresden, 2011/2012 Deutsche Grammophon
- Quasthoff, Die Stimme (Deutsche romantische Arien)/Evening Stars - German Opera Arias - Christian Thielemann/Orchester der Deutschen Oper Berlin/Thomas Quasthoff, 2002 Deutsche Grammophon
- Kollo singt Wagner & Strauss - René Kollo/Christian Thielemann, 2000 EMI

## DVD & BLU-RAY parziale
- Strauss, R., Arianna a Nasso - Thielemann/Fleming/Koch, 2012 Decca
- Strauss, R., Cavaliere della rosa - Thielemann/Fleming/Hawlata, regia Herbert Wernicke, 2009 Decca
- Wagner, Parsifal (Salisburgo, 2013) - Thielemann/Botha/Schuster/Koch, Deutsche Grammophon
- Live dalla Semperoper Dresda, Lehár Gala 31.12.2011. Arie e musiche di scena dalle operette di Franz Lehar - Thielemann/Staatskapelle Dresden, 2011 Deutsche Grammophon
- Operetta Gala da Dresda, Happy New Year 2013 - Thielemann/Staatskapelle Dresden, 2011/2012 Deutsche Grammophon